# پایگاه نیروی هوایی وندنبرگ
پایگاه نیروی هوایی وندنبرگ (به انگلیسی: Vandenberg Air Force Base) یک پایگاه نیروی هوایی است . این پایگاه در شهر لامپوک، کالیفرنیا در کشور ایالات متحده آمریکا قرار دارد .

## نگارخانه

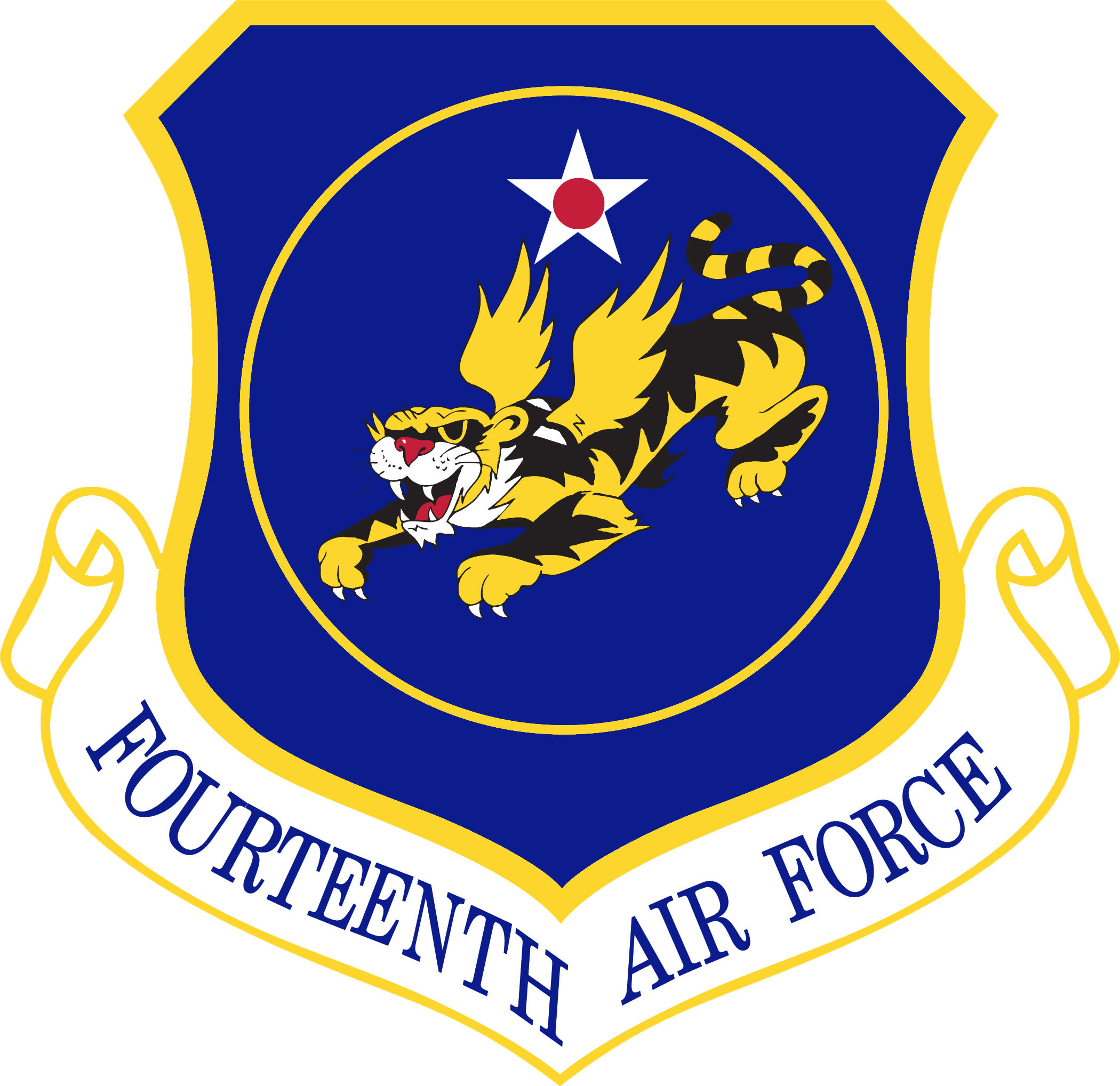
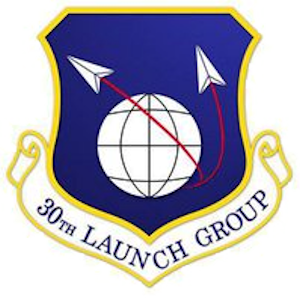
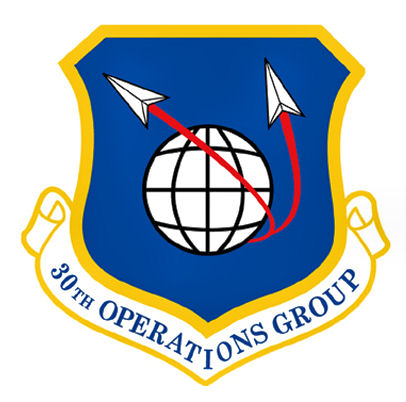
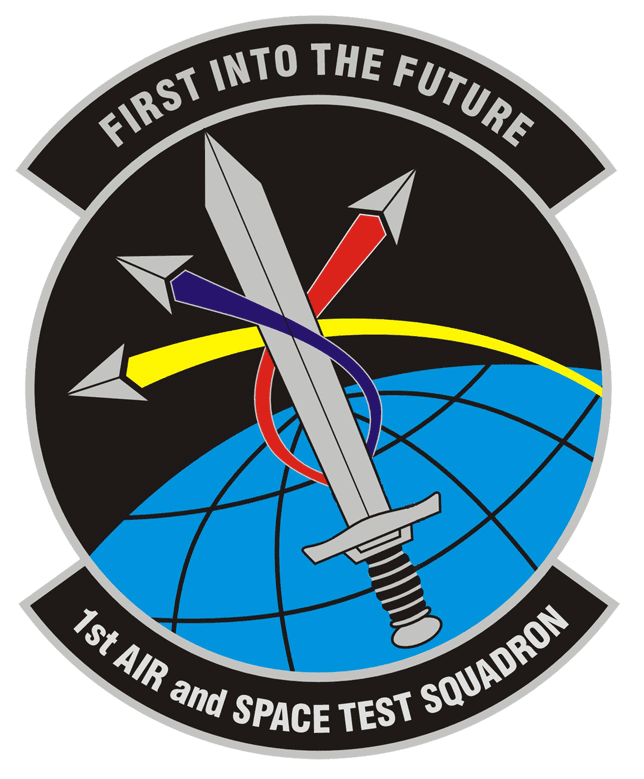
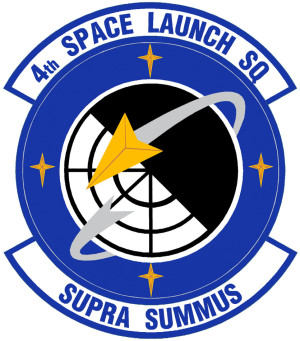
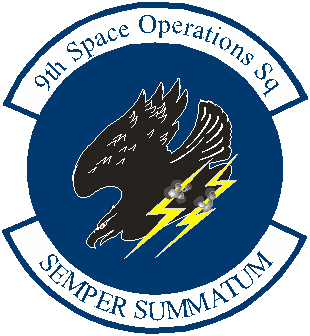
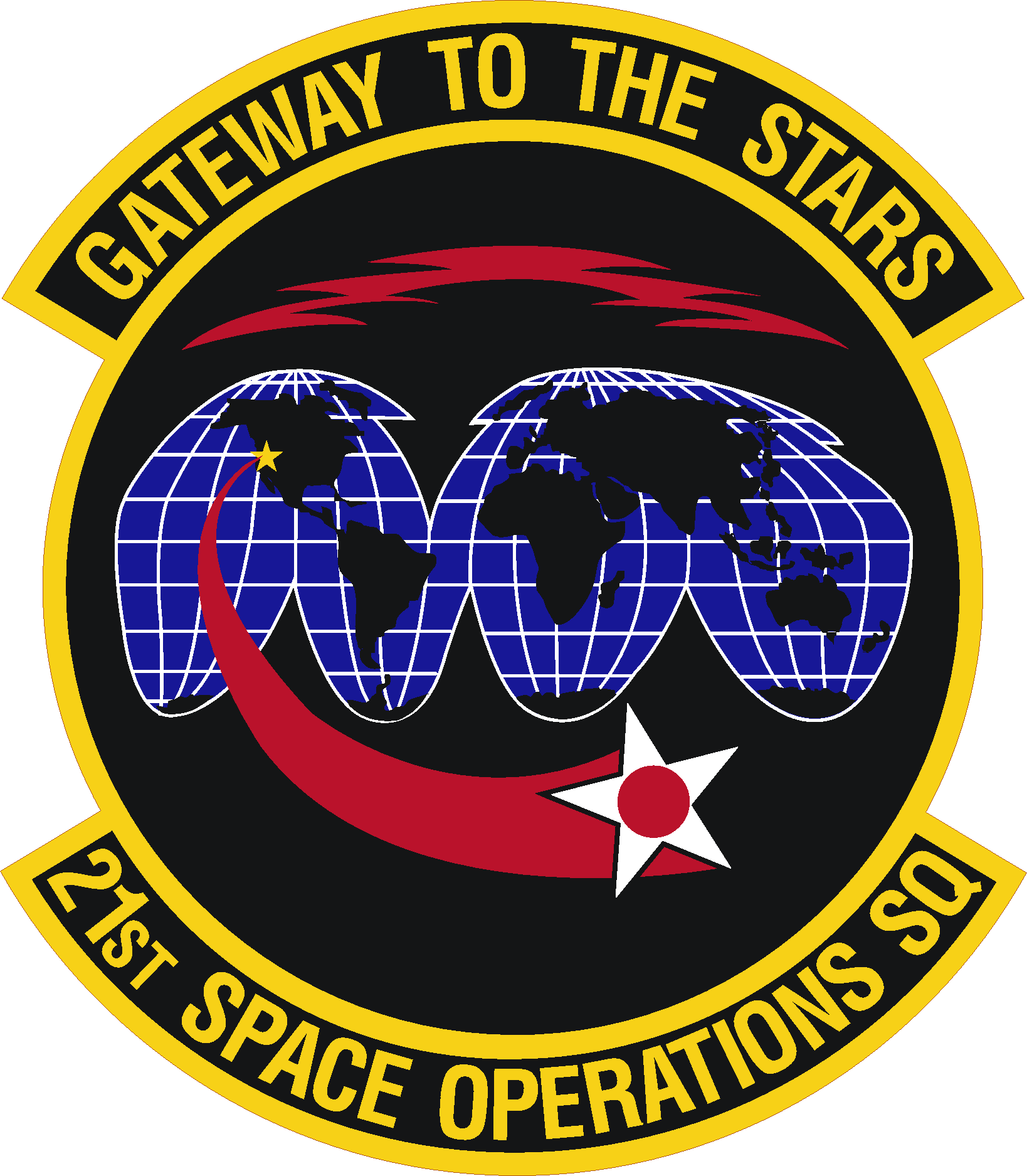
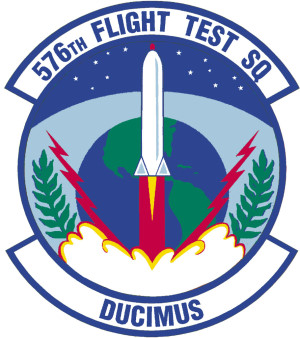
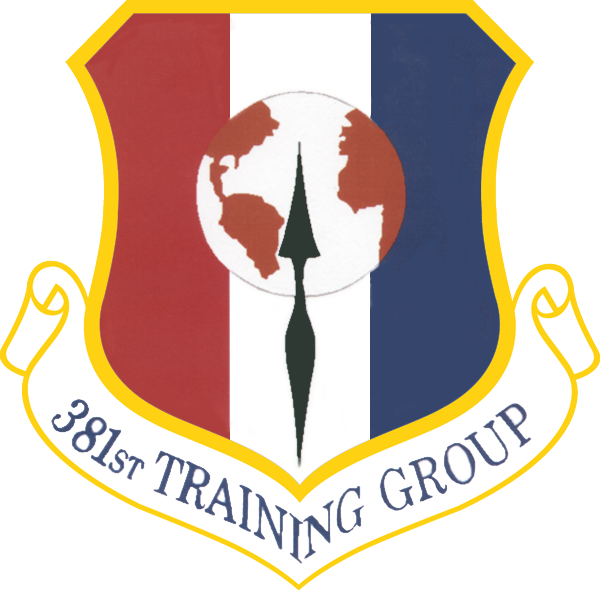